# American Capitalist
American Capitalist è il terzo  album del gruppo statunitense Five Finger Death Punch, pubblicato nell'ottobre del 2011 dalla Prospect Park.
A settembre 2012 l'album è stato certificato Oro per le oltre 500 000 copie vendute negli Stati Uniti, come del resto i due precedenti.

## Tracce
1. American capitalist – 3:28
2. Under and Over it – 3:38
3. The Pride – 3:23
4. Coming Down – 4:01
5. Menace – 3:31
6. Generation Dead – 3:43
7. Back for more – 3:22
8. Remember Everything – 4:38
9. Wicked Ways – 3:07
10. If I fall – 3:56
11. 100 Ways to Hate – 3:21

Edizione speciale iTunes
1. Under and Over it (remix) – 3:56
2. The Pride (remix) – 3:24
3. Remember Everything (remix) – 4:50
4. 100 Ways to Hate (remix) – 3:11
5. The tragic Truth – 3:55
6. Under and Over It (Music video) – 4:04

Edizione doppio CD
1. Under and Over it (remix) – 3:56
2. The Pride (remix) – 3:24
3. Remember Everything (remix) – 4:50
4. 100 Ways to Hate (remix) – 3:11

Edizione giapponese
1. A New Level (cover dei Pantera) – 4:00

## Formazione
- Ivan L. Moody - voce
- Zoltan Bathory - chitarra
- Jason Hook - chitarra
- Chris Kael - basso
- Jeremy Spencer - batteria